# Мукденски инцидент
Мукденски инцидент, или Манџуријски инцидент, је био лажиран догађај који је замислило одметнуто јапанско војно особље као изговор за јапанску инвазију североисточног дела Кине, познатог као Манџурија, из 1931.
Мала количина експлозива коју је 18. септембра 1931. детонирао поручник Кавамото Суемори близу железничке пруге у власништву јапанске Јужноманџурске железнице код Мукдена (данас Шенјанга). Иако је експлозија била толико слаба да уништи пругу, а један воз је прошао преко ње неколико минута касније, Јапанска царска војска је оптужила кинеске дисиденте за овај инцидент и одговорила пуном инвазијом која је довела до окупације Манџурије, у којој је Јапан шест месеци касније основао своју марионетску државу Манџукуо. Превара је убрзо разоткривена међународној заједници, што је довело до дипломатске изолације Јапана и његовог повлачења из Друштва народа у марту 1933.